# Dieter Fänger
Dieter Fänger (* 12. Oktober 1925 in Elberfeld; † 8. März 2016 in Korschenbroich) war ein deutscher Degenfechter, deutscher Meister und Olympiateilnehmer. In den 1970er-Jahren war er Vizepräsident des Deutschen Fechter-Bundes. Er focht beim RFC Düsseldorf.

## Leben und Erfolge
Fänger nahm an den Olympischen Spielen 1960 sowohl im Herrendegeneinzel als auch mit der Mannschaft teil. Zusammen mit Paul Gnaier, Fritz Zimmermann, Georg Neuber, Helmut Anschütz und Walter Köstner belegte er den geteilten fünften Platz mit der Mannschaft. Im Einzel schied er in der dritten von fünf Runden aus. 1961 gewann der die deutschen Einzelmeisterschaften, bereits 1958 wurde er Vizemeister. Er nahm insgesamt an fünf Fechtweltmeisterschaften teil und verpasste den Einzug in die Finalrunde 1961 nach einem Stichkampf nur knapp.
Fänger war als Kriminaldirektor tätig und nach seiner aktiven Karriere Vizepräsident Sport des Deutschen Fechter-Bundes. Er galt als ein Befürworter des aufgrund seiner neuen Trainingsmethoden umstrittenen Trainers Emil Beck.
Fänger war Träger des Bundesverdienstkreuzes.